# 王象蒙
王象蒙（1549年—1614年），字以正，號养吾，山東濟南府新城縣人，匠籍，明朝政治人物。

## 生平
隆慶元年（1567年）山東鄉試第二名，萬曆八年（1580年）庚辰科會試第四十四名，登三甲第八十七名進士。通政司觀政，初任河内县知县，十年选改山西阳城县，十四年行取，十月选擢江西道御史，十五年差巡按应天，丁父憂歸。十九年（1591年）闰三月復除四川道御史，出按苏松，疏请赈饥，二十一年再按四川，疏言杨应龙必反，二十二年回籍听勘。
萬曆三十一年三月贬卫辉府推官，未上任，三十四年丁母憂。三十八年（1610年）起補常州府推官，三十九年升户部云南司主事，四十年升光禄寺丞，四十年十二月光禄寺卿赵健请告，由王象蒙署掌寺印。四十二年三月升光禄寺少卿，本年九月卒，享年六十六。

## 家族
曾祖王麟，曾任教授 累贈通議大夫都察院右副都御史；祖父王重光，曾任布政司左參議 累贈通議大夫都察院右副都御史；父王之輔，曾任府同知，官至户部员外郎。母于氏（封安人）。胞弟王象斗，萬曆乙未进士；王象节，萬曆壬辰進士。長子王與善，舉人；次子王與世。孫王士琦、王士璇、王士珍。曾孫王啓沃，康熙丙辰進士。